# Ђоакино Росини
Ђоакино Антонио Росини (итал. Gioacchino Antonio Rossini; Пезаро, 29. фебруар 1792 — Париз, 13. новембар 1868) је био италијански композитор који се сматра једним од музичких великана 19. века. Први пут је наступао са 18 година, одсвирао је Свадбени уговор. Написао је 39 опера током свог живота, од којих су најчувеније: „Севиљски берберин“, „Виљем Тел“, „Пепељуга“, „Италијанка у Алжиру“ и „Отело“. Музички је обогатио традиционалну италијанску комичну оперу и значајно утицао на неколико генерација композитора међу којима су Белини и Верди.
Писао је још кантате, камерну и духовну музику, где су му најпознатија дела с краја каријере: Stabat Mater и Petite Messe Solennelle.

## Биографија
Росини је рођен у породици музичара у Пезару, малом граду у Италији који је тада припадао Папској држави. Његов отац, Ђузепе, био је трубач и инспектор кланица, а мајка, Ана, била је певачица и ћерка пекара. Ђузепе је почео да компонује са 12 година. 
Његов отац је подржавао Француску Револуцију и са радошћу је дочекао Наполеонову војску када је стигла до северне Италије. Пошто је Аустрија повратила стари режим, Ђузепе је био послан у затвор 1799. године, где је остао до јуна 1800. Росинијева мајка га је одвела у Болоњу, где је певала за локална позоришта, а отац им се придружио релативно брзо. Росинија је више пута чувала његова стара баба, са потешкоћама.

### Образовање
Неколико година касније, Росини је почео да учи занат, као ковач, у Анђело Тесеји. Овде, Росини је упознао музичара који га научио како да чита ноте, свира клавир и пева у прилично добром маниру, што му је помогло да добије место соло певача у локалној цркви. Током овог времена почео је да компонује, и то углавном сонате.
Први и последњи пут је певао на сцени 1805, у комуналном позоришту, у продукцији Фердинандо Перовог дела „Камиља”. Исте године је написао своју прву оперу, али она није приказана до Росинијеве двадесете године, а до тада је већ званично било приказано пет његових опера. 
Године 1806. почео је да учи чело, прво у Болоњском конзерваторијуму, а следеће године је био примљен на часове Падра Станисла Матеи (1750—1825). Лако и брзо је савладао чело, али стил и понашање његовог учитеља је натерало и помогло Росинију да се ослободи нормалних музичких стилова.
Росинијев значај и иновација, када су у питању оркестри и њихови ресурси, није произашла из образовања са Матеиом, већ се развила слушањем и преписивањем Моцартових и Хајднових композиција. У Болоњи је био познат као „мали Немац”, због своје преданости Моцарту.

### Зрело доба
Његова опера је први пут изведена на сцени у Венецији 1810. када је имао 18 година. То је била опера Свадбени уговор (La cambiale di matrimonio). Године 1815. добио је посао да пише опере и управља позориштима у Напуљу. У периоду 1810–1823. написао је 34 опере за позорнице у Италији: Венеција, Милано, Ферара, Напуљ итд. Да би произвео оволико много дела, Росини је примењивао шаблонски приступ у компоновању увертира и често позајмљивао елементе из својих ранијих опера. Током овог периода произвео је своје најпопуларније комичне опере (opera buffa) „Италијанка у Алжиру“, „Севиљски берберин“, и „Пепељуга“. То је био врхунац традиције  коју је наследио од композитора Доменика Ћимарозе и Ђованија Паисјела. Компоновао је и озбиљне опере (opera seria) попут дела „Отело“, „Танкреди“ и „Семирамида“. Све оне су привукле пажњу својим иновацијама у мелодији, хармонијској и инструменталној боји, и драмској форми. Године 1824. написао је дело „Путовање у Ремс” за Оперу у Паризу којом је обележено крунисање краља Шарла X. У Паризу је написао још две ревизије ранијих италијанских опера, и 1829. своју последњу оперу „Виљем Тел“.

### Рано повлачење из света опере
Чињеница да Ђоакино Росини није више компоновао за оперу у последњих 40 година живота никада није јасно објашњена. Вероватни разлози су били лоше здравље, богатство које је стекао, и нова мода великих опера, попут оних које је компоновао Ђакомо Мејербер. Од раних 1830-их до 1855, када је напустио Париз и вратио се у Болоњу, Росини је мало компоновао. По повратку у Париз, постао је познати гост музичких салона суботом, за које је писао забавне музичке комаде (Péchés de vieillesse). Неки од гостију ових салона били су Франц Лист, Антон Рубинштајн, Ђузепе Верди, Ђакомо Мејербер и Јозеф Јоахим. Последња значајна Росинијева композиција била је Petite Messe Solennelle из 1863. Умро је у Паризу исте године.

## Листа опера
- Деметријус и Полибијус (Demetrio e Polibio, 1806)
- Свадбени уговор (La cambiale di matrimonio, 1810)
- Изузетни неспоразум (L'equivoco stravagante)
- Срећна превара (L'inganno felice, 1812)
- Кир у Вавилону (Ciro in Babilonia, ossia La caduta di Baldassare, 1812)
- Свилене лествице (La scala di seta, 1812)
- Љубавна проба (La pietra del paragone, 1812)
- Прилика ствара лопова, или замењени кофери (L'occasione fa il ladro, ossia Il cambio della valigia, 1812)
- Господин Брускино, или срећом син (Il Signor Bruschino, ossia Il figlio per azzardo, 1813)
- Танкреди (Tancredi, 1813)
- Италијанка у Алжиру (L'italiana in Algeri, 1813)
- Аурелијан у Палмири (Aureliano in Palmira, 1813)
- Турчин у Италији (Il turco in Italia, 1814)
- Сигисмунд (Sigismondo, 1814)
- Елизабета, краљица Енглеске (Elisabetta, regina d'Inghilterra)
- Торвалдо и Дорлиска (Torvaldo e Dorliska, 1815)
- Севиљски берберин (Il barbiere di Siviglia, 1816)
- Новине (La gazzetta, 1816)
- Отело (Otello, ossia Il moro di Venezia, 1816)
- Пепељуга (La Cenerentola, ossia La bontà in trionfo, 1817)
- Сврака крадљивица (La gazza ladra, 1817)
- Армида (Armida, 1817)
- Аделаида из Бургундије (Adelaide di Borgogna, 1817)
- Мојсије у Египту (Mosè in Egitto, 1818)
- Адина, или багдадски калиф (Adina, o Il califfo di Bagdad, 1818)
- Рикјардо и Зораида (Ricciardo e Zoraide, 1818)
- Хермиона (Ermione, 1819)
- Едуардо и Кристина (Eduardo e Cristina, 1819)
- Жена са језера (La donna del lago, 1819)
- Бјанка и Фалиеро (Bianca e Falliero, o sia Il consiglio dei Tre Maometto, 1819)
- Мехмед други (Maometto secondo, 1820)
- Матилда од Шабрана (Matilde (di) Shabran, o sia Bellezza, e cuor di ferro, 1821)
- Зелмира (Zelmira, 1822)
- Семирамида (Semiramis, 1823)
- Путовање у Ремс, или Хотел код златног љиљана (Il viaggio a Reims, ossia L'albergo del giglio d'oro, 1825)
- Опсада Коринта (Le siege de Corinthe, 1826)
- Ајванхо (Ivanhoé, 1826)
- Мојсије и фараон, или прелаз преко Црвеног мора (Moise et Pharaon, ou Le passage de la Mer Rouge, 1827)
- Гроф Ори (Le Comte Ory, 1828)
- Виљем Тел (Guillaume Tell, премијера 1829. у Паризу)

#### Часописи и чланци
- Ashbrook, William (новембар 1989). „Reviewed Work: Messa per Rossini: la storia, il testo, la musica by Michele Girardi, Pierluigi Petrobelli”. Music & Letters. 70 (4): 561—563. [Претплата неопходна (помоћ)].
- Everist, Mark (мај 2005). „Il viaggio a Reims”. Music & Letters. 82 (2): 342—344. [Претплата неопходна (помоћ)].
- Everist, Mark (новембар 2009). „'Il n'y a qu'un Paris au monde, et j'y reviendrai planter mon drapeau!': Rossini's Second Grand opéra”. Music & Letters. 90 (4): 636—672. [Претплата неопходна (помоћ)].
- Gossett, Philip (април 1971). „The 'Candeur Virginale' of 'Tancredi'”. The Musical Times. 112 (1538): 326—329. [Претплата неопходна (помоћ)].
- Johnson, Janet (1993). „Rossini in Bologna and Paris during the Early 1830s: New Letters”. Revue de Musicologie. 79 (1): 63—81. [Претплата неопходна (помоћ)].
- Marvin, Roberta Montemorra (јун 1999). „Musique anodine; Album italiano by Gioachino Rossini, Marvin Tartak”. Notes, Second Series. 55 (4): 1005—1007. [Претплата неопходна (помоћ)].
- Prod'homme, J. G. (јануар 1931). „Rossini and His Works in France”. The Musical Quarterly. 17 (1): 110—137. [Претплата неопходна (помоћ)].
- Prunières, Henry (1921). „Stendhal and Rossini”. The Musical Quarterly. 7 (1): 133—155. [Претплата неопходна (помоћ)].
- Ricciardi, Simonetta (2003). „Gli oratorii di Haydn in Italia nell'Ottocento” [The oratorios of Haydn in 19th-century Italy]. Il Saggiatore musicale (на језику: Italian). 10 (1): 23—61. [Претплата неопходна (помоћ)].
- Rother, Sebastian (1989). „The Son by Accident”. Il signor Bruschino (booklet). EuroArts DVD. стр. 6—7. 2054968.

#### Новине
- „Drury-Lane”. The Times. 3. 5. 1830.
- Penrose, James (новембар 2017). „Rossini's Sins”. The New Criterion.

#### Веб
- „Centro Italo-Americano per l'Opera”. University of Chicago. Архивирано из оригинала 24. 09. 2013. г. Приступљено 11. 7. 2018.
- „La fondazione” (на језику: Italian). Fondazione G. Rossini. Приступљено 11. 7. 2018.
- „Rossini Opera Festival” (на језику: Italian). Rossini Opera Frestival (ROF). Приступљено 4. 1. 2019.
- „Performances by City: Gioachino Rossini”. Operabase. Приступљено 19. 7. 2018.
- „Edmond Michotte Collection (1831–1914)”. Brussels Conservatoire. Приступљено 16. 1. 2019.
- Doctor, Jennifer (2001). „Britten, ( Edward ) Benjamin”. Grove Music Online, Oxford University Press. doi:10.1093/gmo/9781561592630.article.46435. [Претплата неопходна (помоћ)].
- Farr, Robert J. (2005). „The thirty-nine operas of Gioachino Rossini(1792–1868): A conspectus of their composition and recordings”. Musicweb International website. Приступљено 12. 1. 2019.
- Gossett, Philip (2001). „Rossini, Gioachino (Antonio)”. Grove Music Online, Oxford University Press. doi:10.1093/gmo/9781561592630.article.23901. [Претплата неопходна (помоћ)].
- Hamilton, Kenneth (1989). „The opera fantasias and transcriptions of Franz Liszt (D. Phil thesis, Oxford University)” (PDF). Oxford University Research Archive. Приступљено 12. 1. 2019.
- Janka, Z. (15. 8. 2004). „Artistic creativity and bipolar mood disorder”. US National Library of Medicine National Institutes of Health. Приступљено 15. 7. 2018.
- King, Robert (2006). Rossini: Petite messe solennelle (liner note). Hyperion Records. CDA67570. Приступљено 14. 1. 2019.
- Nicholas, Jeremy (2008). Herz: Variations on 'Non più mesta' from Rossini's La Cenerentola Op 60 (liner note). Hyperion Records. CDA67606. Приступљено 14. 1. 2019.
- Osborne, Richard (2002). „Adina [Adina, o Il califfo di Bagdad (‘Adina, or the Caliph of Baghdad’)]”. Grove Music Online, Oxford University Press. doi:10.1093/gmo/9781561592630.article.O009039. [Претплата неопходна (помоћ)].
- Osborne, Richard (2002). „Barbiere di Siviglia, Il [Almaviva, ossia L’inutile precauzione (‘Almaviva, or The Useless Precaution’)] (‘The Barber of Seville’)(ii)”. Grove Music Online, Oxford University Press. doi:10.1093/gmo/9781561592630.article.O900429. [Претплата неопходна (помоћ)].
- Osborne, Richard (2002). „Cenerentola, La [La Cenerentola, ossia La bontà in trionfo (‘Cinderella, or Goodness Triumphant’)]”. Grove Music Online, Oxford University Press. doi:10.1093/gmo/9781561592630.article.O008249. [Претплата неопходна (помоћ)].
- Osborne, Richard (2002). „Guillaume Tell(ii) [Guglielmo Tell (‘William Tell’)”. Grove Music Online, Oxford University Press. doi:10.1093/gmo/9781561592630.article.O002744. [Претплата неопходна (помоћ)].
- Osborne, Richard (2002). „Semiramide (‘Semiramis’)”. Grove Music Online, Oxford University Press. doi:10.1093/gmo/9781561592630.article.O904698. [Претплата неопходна (помоћ)].
- Robinson, Michael (2002). „Paisiello, Giovanni (opera)”. Grove Music Online, Oxford University Press. doi:10.1093/gmo/9781561592630.article.O006978. [Претплата неопходна (помоћ)].
- Smith, Howard (1992). Rossini: The String Sonatas (PDF) (booklet). Hyperion Records. CDH55200. Accessed 25 December 2018.
- Stokes, Richard (2008). „Notes to Hyperion CD CDA 67647”. Hyperion Records.
- Waterhouse, John C. G (2001). „Respighi, Ottorino”. Grove Music Online, Oxford University Press. doi:10.1093/gmo/9781561592630.article.47335. [Претплата неопходна (помоћ)].